# Moviment Infantil i Juvenil d'Acció Catòlica
El MIJAC és un moviment d'infants d'edats entre 6 i 18 anys, que juguen i actuen plegats, revisen el que fan i viuen i celebren la presència de Jesucrist enmig d'ells. Els infants del MIJAC normalment es troben els dissabtes (matí o tarda segons el centre) per jugar, fer tallers, danses i cançons, fer sortides, trobades i excursions de cap de setmana... A l'estiu es fan colònies i/o casals d'estiu, tenint sempre el joc com a eina principal de les activitats. S'agrupen dins del seu centre segons l'edat i aprenen a prendre responsabilitats al servei d'altres infants, d'acord amb la seva sensibilitat i possibilitats.
El que el MIJAC pretén bàsicament és potenciar la presència i veu de l'infant, oferint-li l'oportunitat perquè, a través dels jocs i les activitats que fa al seu grup, actuï al barri o poble on viu, a l'escola, a la parròquia, a la família i a la colla d'amics i així transformar-lo i millorar-lo tenint sempre com a referència la figura de Jesús. Els infants del MIJAC aprenen a veure i comprendre la realitat en què viuen i es mouen a més aprenen a descobrir com la veuen els altres infants de la seva edat i els adults, per a poder-la transformar i per possible així un món nou a partir del model proposat a l'Evangeli.
La utopia del Moviment és formar persones que siguin conscients de la realitat que els envolta i capaces d'implicar-s'hi, lliures i protagonistes de la seva pròpia vida, conscients de les seves possibilitats i limitacions; sensibles a les injustícies que impedeixen créixer l'ésser humà com a persona, solidàries i capaces de donar-se als altres com ho va fer Jesús, i que formin part d'una comunitat cristiana oberta i corresponsable.
El nom de MIJAC prové de les sigles Moviment Infantil Juvenil d'Acció Catòlica. De moviments d'Acció Catòlica n'hi ha diversos a Catalunya (JOC, JARC, MUEC, ACO, GOAC, etc.), cadascun amb la seva idiosincràsia pròpia, però el MIJAC és l'únic centrat a l'àmbit de la infantesa Segons les 4 notes de l'Apostolat dels Laics del Concili Vaticà II, un moviment d'Acció Catòlica es defineix com un moviment evangelitzador, organitzat i coordinat per laics i cooperador amb bisbe diocesà; en aquest sentit, el MIJAC és un Moviment d'Acció Catòlica amb la missió específica de promoure la participació organitzada dels infants en l'acció evangelitzadora de l'Església diocesana, dins els seus propis ambients.

## Diòcesi de Barcelona
- Bufalà
- Esquirols
- Roquetes
- La Pau
- Llefià
- Bon Pastor
- Mataró
- Sant Andreu

## Diòcesi de Lleida
- Mijac Balàfia

## Diòcesi de Mallorca
Mijac So n'Espanyolet

## Diòcesi de Terrassa
Mijac Mollet
Mijac Bellavista

## Diòcesi de Vic
Mijac Navarcles